# Ōtori-Klasse
Die Ōtori-Klasse (japanisch 鴻型水雷艇 Ōtori-gata suiraitei) war eine Klasse von acht Torpedobooten der Kaiserlich Japanischen Marine, die im Zweiten Weltkrieg zum Einsatz kamen.

## Geschichte

### Entwicklungsgeschichte
Die Ōtori-Klasse war eine Weiterentwicklung der Chidori-Klasse, zog aber Nutzen aus der bei dieser gemachten Erfahrungen (siehe Tomozuru-Zwischenfall). Dies bedeutete, dass bereits beim Entwurf auf eine verringerte Bewaffnung und eine niedrigere Brücke geachtet wurde. Um die Stabilität der Boote weiter zu erhöhen, wurde die Schiffsbreite um 78 cm vergrößert, was Verdrängung und Tiefgang ebenfalls vergrößerte. Um ein Abfallen der Konstruktionsgeschwindigkeit zu verhindern, wurde die Antriebsleistung von 11.000 auf 19.000 WPS gesteigert.

### Bau
Die Klasse wurde unter dem 2. Kreis-Bauprogramm (Maru 2 Keikaku) von 1934 bewilligt und es waren sechzehn Einheiten geplant. Acht Einheiten wurden später annulliert, um Mittel für den Bau der Schlachtschiffe der Yamato-Klasse freizubekommen.

## Liste der Schiffe
| Name                                                                  | Bauwerft                                                            | Kiellegung                                                          | Stapellauf                                                          | Indienststellung                                                    | Verbleib                                                                                     |
| --------------------------------------------------------------------- | ------------------------------------------------------------------- | ------------------------------------------------------------------- | ------------------------------------------------------------------- | ------------------------------------------------------------------- | -------------------------------------------------------------------------------------------- |
| Ōtori (鴻)                                                            | Marinewerft Maizuru                                                 | 8. November 1934                                                    | 25. April 1935                                                      | 10. Oktober 1936                                                    | versenkt am 12. Juni 1944 durch Luftangriff, nordwestlich von Saipan                         |
| Kasasagi (鵲)                                                         | Osaka-Eisenwerke, Osaka                                             | 4. März 1935                                                        | 28. Oktober 1935                                                    | 15. Januar 1937                                                     | versenkt am 26. September 1943 durch amerik. U-Boot, USS Bluefish in der Floressee           |
| Hiyodori (鵯)                                                         | Ishikawajima Zōsen, Tokio                                           | 26. November 1934                                                   | 25. Oktober 1935                                                    | 20. Dezember 1936                                                   | versenkt am 17. November 1944 durch amerik. U-Boot, USS Gunnel vor Kap Tourane               |
| Hayabusa (隼)                                                         | Mitsubishi, Yokohama                                                | 19. Dezember 1934                                                   | 28. Oktober 1935                                                    | 7. Dezember 1936                                                    | versenkt am 24. September 1944 durch Luftangriff, in der Manilabucht                         |
| Hato (鳩)                                                             | Ishikawajima Zōsen, Tokio                                           | 28. Mai 1936                                                        | 25. Januar 1937                                                     | 7. August 1937                                                      | versenkt am 16. Oktober 1944 durch Luftangriff, im Südchinesisches Meer östlich von Hongkong |
| Sagi (鷺)                                                             | Harima Zōsen, Kōbe                                                  | 20. Mai 1936                                                        | 30. Januar 1937                                                     | 31. Juli 1937                                                       | versenkt am 8. November 1944 durch amerik. U-Boot, USS Gunnel westlich von Luzon             |
| Kari (雁)                                                             | Mitsubishi, Yokohama                                                | 11. Mai 1936                                                        | 20. Januar 1937                                                     | 20. September 1937                                                  | versenkt am 16. Juli 1945 durch amerik. U-Boot, USS Baya vor Makassar                        |
| Kiji (雉)                                                             | Mitsui Zōsen, Tamano                                                | 24. Oktober 1935                                                    | 26. Januar 1937                                                     | 31. Juli 1937                                                       | Kriegsbeute an die UdSSR: 1947                                                               |
| Hatsutaka Aotaka Wakataka Kumataka Yamadori Mizutori Umidori Komadori | Aufträge annulliert und Mittel zum Bau der Yamato-Klasse verwendet. | Aufträge annulliert und Mittel zum Bau der Yamato-Klasse verwendet. | Aufträge annulliert und Mittel zum Bau der Yamato-Klasse verwendet. | Aufträge annulliert und Mittel zum Bau der Yamato-Klasse verwendet. | Aufträge annulliert und Mittel zum Bau der Yamato-Klasse verwendet.                          |

## Technische Beschreibung

### Rumpf
Der Rumpf eines Torpedobootes der Ōtori-Klasse, unterteilt in wasserdichte Abteilungen, war 88,5 Meter lang, 8,18 Meter breit und hatte bei einer Einsatzverdrängung von 1.056 Tonnen einen Tiefgang von 2,76 Metern.

### Antrieb

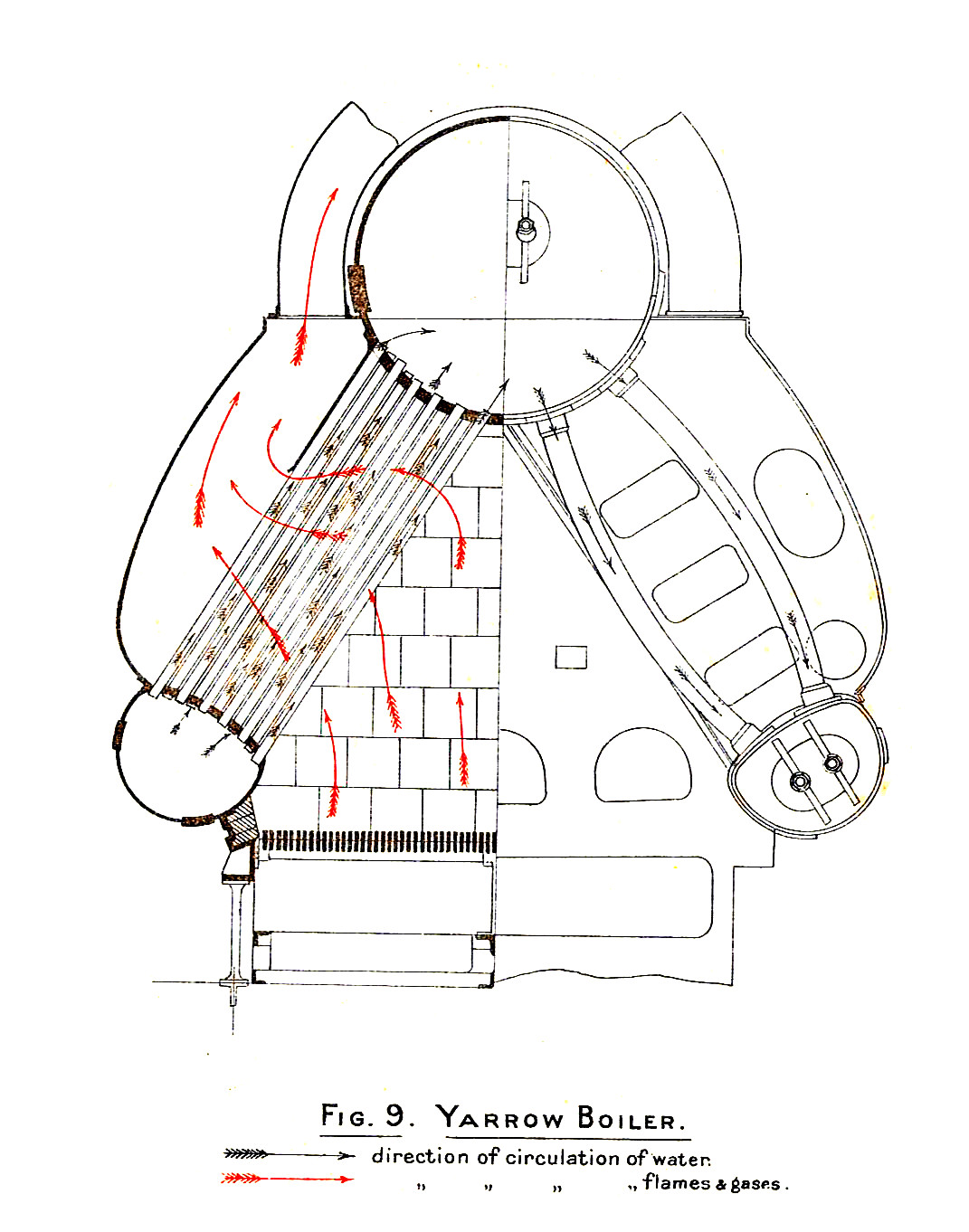
Schnitt durch einen Yarrow-Kessel, wovon der bei der Ōtori-Klasse verwendete Kessel eine Variante darstellt.

Der Antrieb erfolgte durch zwei ölbefeuerte Dampferzeuger – Kampon-Kessel des Yarrow-Typs – und zwei Getriebeturbinensätze, mit denen eine Gesamtleistung von 19.000 PS (13.974 kW) erreicht wurde. Die Leistung wurde an zwei Wellen mit je einer Schraube abgegeben. Die Höchstgeschwindigkeit betrug 30,5 Knoten (56 km/h). Es konnten 152 Tonnen Kraftstoff gebunkert werden, was zu einer maximalen Fahrstrecke von 4.000 Seemeilen (7.408 km) bei 14 Knoten führte.

### Bewaffnung

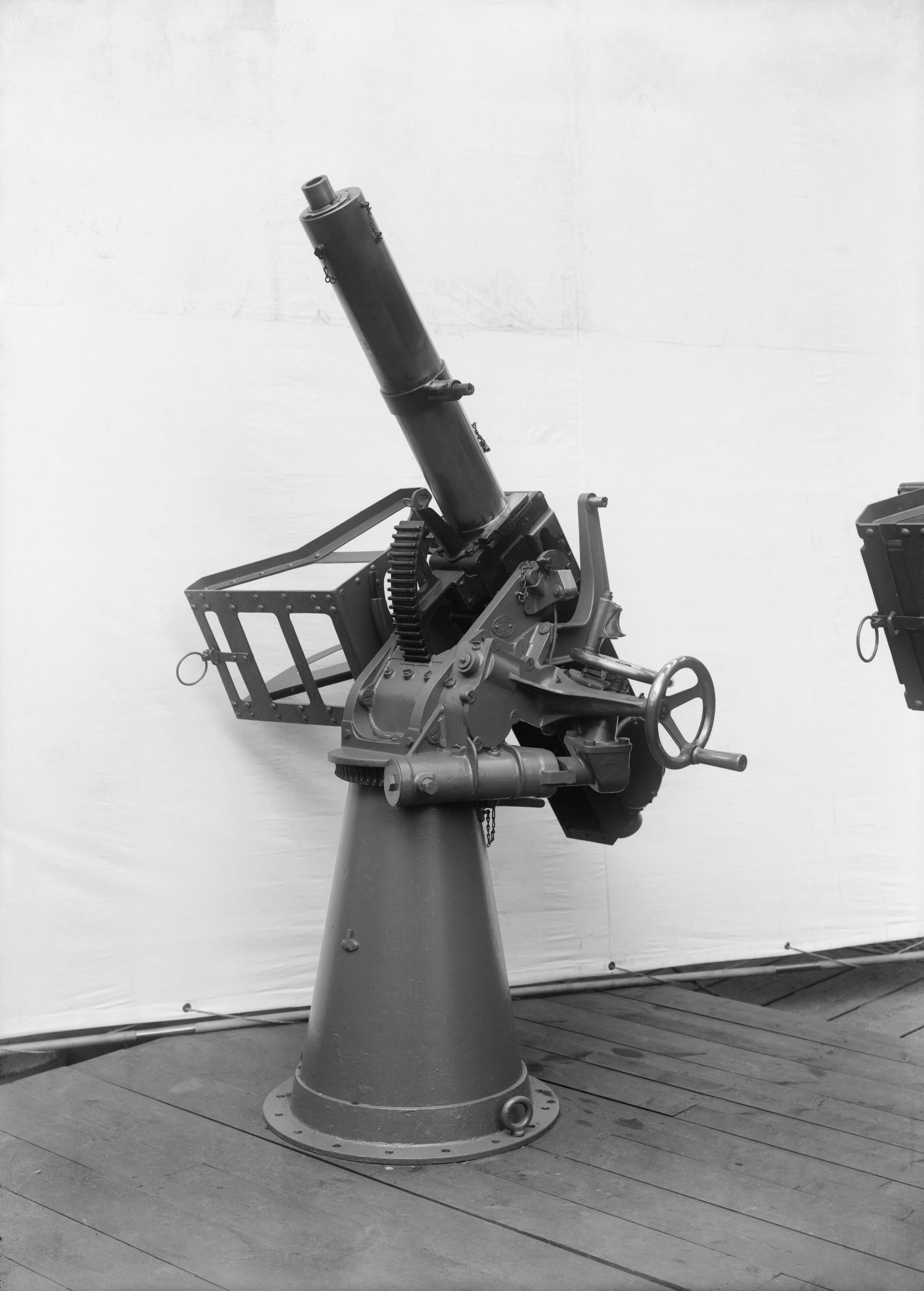
Britisches Flugabwehrgeschütz QF 2-Pfünder (Typ 91), ähnlich wie ihn die Kaiserlich Japanische Marine verwendete.

#### Artillerie
Bei Indienststellung bestand die Bewaffnung aus drei 12-cm-Geschützen in Kaliberlänge 45 Typ 11 Model M. Dieses ab 1920 eingeführte Seezielgeschütz hatte eine Feuerrate von 5 Schuss die Minute und eine Lebensdauer von 700 bis 1000 Schuss. Es konnte eine 20,41 Kilogramm schwere Granate bis zu 16 Kilometer weit schießen und war in drei 8,9 Tonnen schweren Einzellafetten mit Schilden zum Splitterschutz untergebracht. Diese waren in Bootsmittellinie, einer vor dem Brückenaufbau und zwei hinter bzw. vor dem achteren Deckshaus, aufgestellt. Die Einzellafetten hatten eine Seitenrichtgeschwindigkeit von bis 4° pro Sekunde, eine Höhenrichtgeschwindigkeit von bis 6° pro Sekunde und einen Höhenrichtbereich von −10° bis +55°.

#### Flugabwehr
Bei Indienststellung bestand die Flugabwehrbewaffnung aus einem 4-cm-Geschütz Typ 91. Bedingt durch die starken alliierten Streitkräfte kam es bis 1944 zu einer kontinuierlichen Verstärkung der Abwehrbewaffnung gegen Flugzeuge. Dafür wurde das achtere 12-cm-Geschütz an Land gegeben und durch elf 2,5-cm-Geschütze Typ 96 (3 Zwillings- und 5 Einzellafetten) ersetzt. Diese 2,5-cm-Maschinenkanonen verschossen im Einsatz rund 110 bis 120 Schuss pro Minute und die effektive Reichweite lag bei etwa 3 Kilometern bei 85° Rohrerhöhung.

#### Torpedos
Die Torpedoboote der Ōtori-Klasse verfügten über einen Dreifachtorpedorohrsatz im Kaliber 53,3 cm. Die Mitnahme von Reservetorpedos war nicht vorgesehen.

#### U-Jagdausrüstung
Zur U-Jagd verfügten die Boote über einen Y-Wasserbombenwerfer des Typ 94, welcher sich auf dem Achterdeck befand. Bis 1944 verstärkte sich die U-Jagdausrüstung auf zwei Ablaufschienen am Heck und mehrere Werfer für bis zu 48 Wasserbomben.

#### Minensuchausrüstung
Zur Eigensicherung gegen Seeminen war Minenräumgeschirr vorhanden, bestehend aus zwei Räumottern (engl. Paravane).

### Sensoren

#### Radar
Wie die japanischen Zerstörer waren auch die Torpedoboote nicht von Beginn des Pazifikkrieges mit Funkmesstechnik ausgerüstet. Erst Ende des Krieges erhielten einige Einheiten das Radar des Typ 22. Dieses zur Seeraumüberwachung und Feuerleitung fähige System, welches normalerweise aus zwei Hornstrahlen bzw. -antennen – eines zum Senden und eines zum Empfangen – bestand, war im Hauptmast hinter der Brücke verbaut. Es arbeitete mit einer Wellenlänge von 10 cm und hatte eine Sendeleistung von 2 kW. Bedingt dadurch, dass frühe japanische Radargeräte unzuverlässig und ihr Bedienpersonal schlecht ausgebildet war, neigten Kommandanten dazu Hinweise durch diese nicht ernst zu nehmen und sich auf die klassischen Aufklärungsmethoden wie Ausgucke mit optischen Geräten zu verlassen. Dieses Vertrauen wurde immer problematischer, da die Amerikaner immer bessere Radarsysteme einführten und diese hauptsächlich zur Feuerleitung einsetzten.
Ab 1944 erhielten die überlebenden Torpedoboote zur Luftraumüberwachung ein Gerät des Typ 13 eingerüstet, welches über eine lange Leiterantenne verfügte, die üblicherweise auf dem achteren Mast montiert war. Dieses Radargerät konnte eine Gruppe von Flugzeug in bis zu 100 Kilometer und ein einzelnes Flugzeug in bis zu 50 Kilometer orten. Es arbeitete mit einer Wellenlänge von 100 cm und hatte eine Sendeleistung von 10 kW.

#### Sonar
Zur Suche nach U-Booten war ein Echoortungssystem des Typs 93 und einem Hydrophon-Set vom Typ 93 eingerüstet. Dieses Hydrophon-Set bestand aus zwei Gruppen zu je acht Sensoren, eine Gruppe auf jeder Schiffsseite.

## Besatzung
Die Besatzung hatte eine Stärke von 113 Offizieren, Unteroffizieren und Mannschaften.